# ثقافة مضادة
الثقافة المضادة (بالفرنسية contre-culture) هو توصيف يطلق على كل حركة ثقافية معارضة للقيم الثقافية، والجمالية والأخلاقية السائدة في مجتمع ما. استحدث المصطلح لأول مرة بالإنجليزية (counter culture) في كتاب المؤرخ وعالم الاجتماع الأمريكي تيودور روستشاك، «صناعة الثقافة المضادة» (The making of Counter Culture) سنة 1970. في العموم تلازم الثقافة المضادة نزوعا طليعيا عند اليسار الثقافي، وتعتبر رد فعل طبيعي للمهمشين طبقيًا.

## تأثيل المفهوم

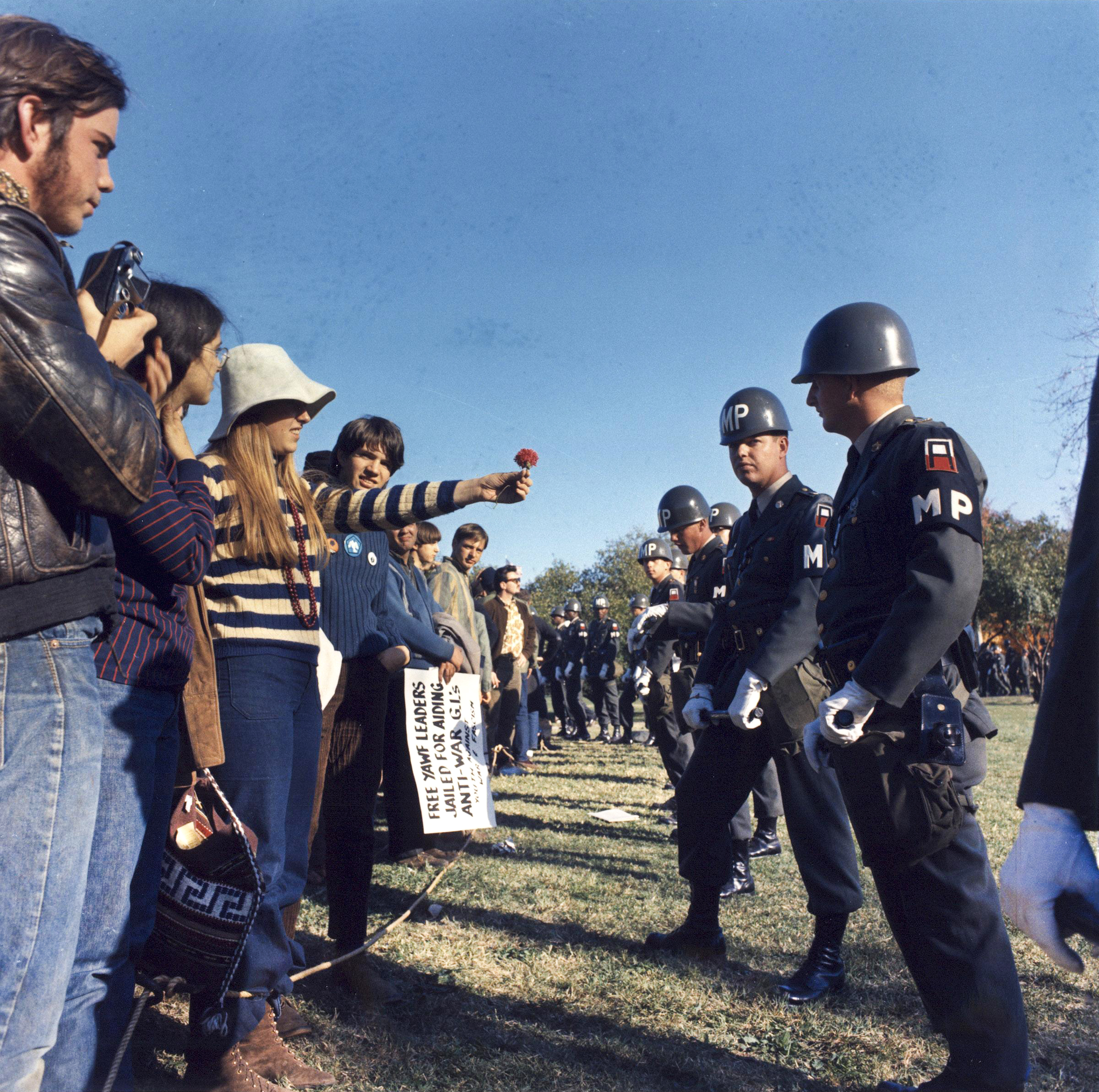
هيبيون خلال مسيرتهم إلى البنتاغون احتجاجا ضد حرب فيتنام في 1967.

استحدث مصطلح الثقافة المضادة في سبعينات القرن العشرين بعلاقة مع الحركات الثقافية الأمريكية الخارجة عن الثقافة السائدة، كحركة الأدباء المعروفين بالجيل الضائع (Beat Generation) والهيبيين (Hippies) والبانكيين (Punk). تميزت تلك الحركات بالخصائص التالية:
- رفضها للنظم السائدة وللمفاصلة بين الفن والسياسة والثقافة ونسق الحياة.
- رفضها للنسق الحياتي الذي يفرضه مجتمع الاستهلاك.
- رفضها للمركزية الغربية في تعريف القيم الجمالية والأخلاقية والسياسية.

امتد استعمال مصطلح الثقافة المضادة في علم الاجتماع لتوصيف ظواهر ثقافية تاريخية بنفس السمات (كرومانسية القرن 19 مثلا) أو معاصرة نسبيا كالموبيدا الإسبانية في ثمانينات القرن العشرين. بصفة عامة تستعمل الثقافة المضادة في الحالات التالية:
- حركات منظمة وظاهرة وذات مدى زمني مهم (لا ينطبق التوصيف على النزوات الجماعية العابرة)، تجسد قيم مجموعة اجتماعية مهمشة.
- حركات ثقافية فرعية مهاجمة لثقافة سائدة.
- حركات ثقافية على هامش قنوات الاتصال والنشر الثقافي (underground).

## أمثلة تاريخية لثقافات مضادة
- الأدب الرومانسي خلال القرن 19 والذي خرج عن الأسس الرصينة للأدب الكلاسيكي. من أهم رموزه ما يعرف بالشعراء المنبوذين كأرتور رامبو وبيرسي بيش شيلي، والذين تميزو بمثاليتهم وتغنيهم بقيم جمالية مرتبطة بالطبيعة، في مواجهة المتغيرات الاجتماعية والقيمية التي ميزت المجتمع الأوروبي خلال القرن 19.

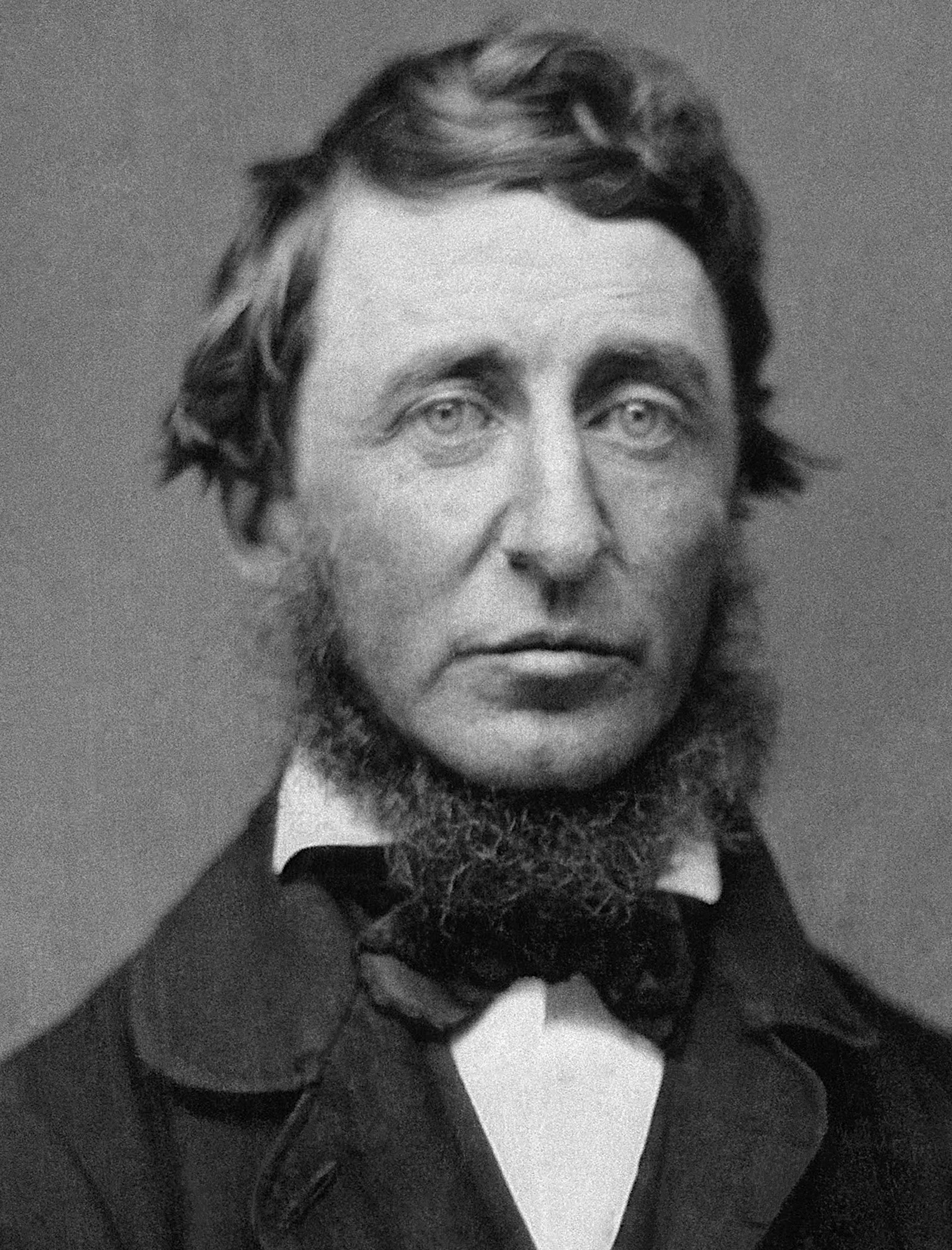
هنري ديفد ثورو

- هنري ديفد ثورو (توفي في 1862) الذي ساهم فكره المثالي والمناهض للعبودية وإبداعه للعصيان المدني، كشكل احتجاجي، في إلهام العديد من الحركات الثقافية المضادة والشخصيات كغاندي ومارتن لوثر كينغ وليو تولستوي.
- الحركة النسوية التي نشأت في القرن 19، والتي عارضت البنية الذكورية للمجتمعات الحديثة، ونادت بمجموعة من الحقوق المرتبطة بالحقوق الإنجابية والمواطنة الكاملة ومناهضة الاضطهاد.
- الجيل الضائع و هو حركة أدبية وفنية نشأت في الولايات المتحدة في خمسينات القرن العشرين، تدافع عن الحريات الشخصية والقيم الروحية، في مواجهة المادية المستفحلة في مجتمع الاستهلاك الأمريكي. كما كان لرفضها المركزية الغربية أثر في انفتاحها على الثقافات الشرقية والمجتمع الأفرو أمريكي. من أهم رموزها الأدبية ويليام بوروز وألن غينسبرغ وجاك كيرواك. استلهم هذا التيار الحركات ثقافية المضادة التي ميزت الولايات المتحدة خلال عقدي الستينات والسبعينات كالهيبيين.